# Rue Maurice-Ripoche
Pour les articles homonymes, voir Ripoche.
La rue Maurice-Ripoche est une voie du 14e arrondissement de Paris.

## Situation et accès
La rue Maurice Ripoche est une voie publique située dans le 14ème arrondissement de Paris. Elle débute au 172, Avenue du Maine et se termine au 11, Rue Didot.

## Origine du nom
Elle porte le nom de Maurice Ripoche (1895-1944), résistant français, fondateur du mouvement Ceux de la Libération, décapité par les Allemands.

## Historique
Cette rue est ouverte en 1838 sous le nom de « rue du Géorama » au Petit-Montrouge, territoire de la commune de Montrouge, sur un terrain que Michel Brézin avait légué aux hospices de Paris. Son nom lui est donné en raison du géorama de Montrouge, inauguré la même année et qu'elle longe. La rue conduisait à l'ancien château du Maine disparu à la fin du XIXe siècle où était établie cette attraction. 
Après l'annexion du Petit-Montrouge par la Ville de Paris, elle est rattachée à la voirie de Paris par décret du 23 mai 1863.
Réunie à la rue Mouton-Duvernet en 1880, elle en est détachée par arrêté du 8 juin 1946 sous le nom de « rue Maurice-Ripoche ».

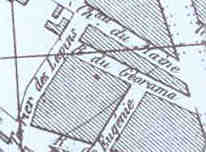
Ancienne Rue du Géorama devenue Rue Maurice Ripoche